# Маргарета фон Золмс-Браунфелс
Маргарета фон Золмс-Браунфелс (на немски: Margarethe von Solms-Braunfels; * 1541; † 18 март 1594) е графиня от Золмс-Браунфелс и чрез женитба графиня на Золмс-Лих.
Тя е дъщеря на граф Филип фон Золмс-Браунфелс (1494 – 1581) и първата му съпруга Анна фон Текленбург (ок. 1510 – 1554), дъщеря на Ото VIII фон Текленбург (1480 – 1534) и Ирмгард фон Ритберг (* ок. 1480), дъщеря на граф Йохан I фон Ритберг. По бащина линия тя е внучка на граф Бернхард III фон Золмс-Браунфелс (1468 – 1547) и Маргарета фон Хенеберг-Шлойзинген (ок. 1475 – 1510). Сестра е на граф Конрад фон Золмс-Браунфелс (1540 – 1592).

## Фамилия
Маргарета се омъжва през през юли 1557 г. за граф Ернст I фон Золмс-Лих (1527 – 1590), най-възрастният син на граф Райнхард I фон Золмс-Лих (1491 – 1562) и съпругата му графиня Мария фон Сайн (1506 – 1586). Те имат децата:
- Мария Юлиана (1559 – 1622), омъжена I. на 14 март 1576 г. в Глаухау за Ханс Хойер, господар на Шьонбург, Глаухау и Валденбург (1553 – 1576), II. на 19 септември 1579 г. в Лих за граф Себастиан фон Даун-Фалкенщайн († 1604)
- дете (1560)
- Райнхард II (1562 – 1596)
- Георг Еберхард I (1563 – 1602), женен на 4 март 1595 г. в Делфт за Сабина ван Егмонт, господарка на Байерланд (1562 – 1614), дъщеря на княз Ламорал Егмонт и принцеса Сабина фон Пфалц-Зимерн
- Ернст II (1563 – 1619), женен на 8 януари 1598 г. в Борнщет за графиня Анна фон Мансфелд (1580 – 1620)
- Филип II (1559 – 1631), женен I. на 28 април 1603 г. в Прага за Сабина Попел фон Лобковиц (1523 – 1583), II. на 10 юли 1624 г. в Прага за Ева, фрайин Маловец фон Маловиц-Чейнов и Винтерберг († 1688)
- Хедвиг (1571 – 1584)
- Ото (1574 – 1592)
- Анна фон Золмс-Лих (1575 – 1634), омъжена на 1 януари 1615 г. в Лих за граф Райнхард III фон Лайнинген-Вестербург (1574 – 1655)